# Oligoaeschna aquilonaris
Oligoaeschna aquilonaris là loài chuồn chuồn trong họ Aeshnidae. Loài này được Wilson mô tả khoa học đầu tiên năm 2005.